# 北京市郊外鉄道S2線

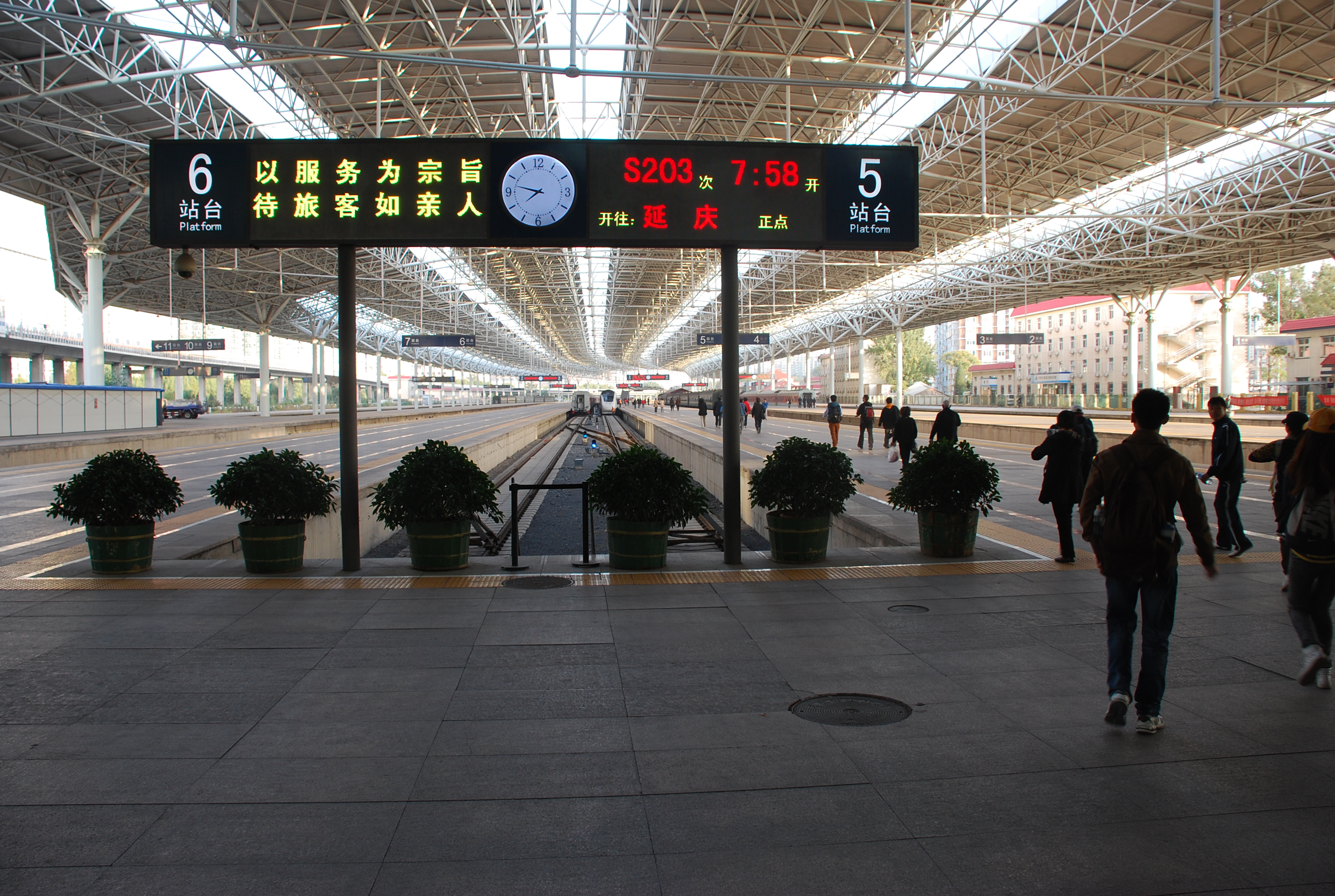
2016年10月までの発着駅だった北京北駅

北京市郊外鉄道S2号線 (ペキンしこうがいてつどうS2せん、中文表記: 北京市郊铁路S2线、英文表記: Line S2, Beijing Suburban Railway）は中華人民共和国の京包線を利用し黄土店駅から八達嶺長城のある八達嶺駅を経由し延慶駅を結ぶ北京市郊外鉄道の通勤列車システムである。 京包線の列車が停車する東園駅、居庸関駅、三堡駅、青龍橋駅、青龍橋西駅には駅があるがS2線の列車は停車しない。

## 概要
北京市では郊外の衛星都市の発展のために、地下鉄に加え「市郊鉄路」の整備を行う計画を2004年の北京都市全体計画（北京城市总体规划）の中に入れた。
2008年8月の北京オリンピック期間に向けて八達嶺長城観光を便利にするために、北京市と鉄道部が京包線と康延線や北京北駅などの各駅で拡張・リニューアル工事をして、8月6日にS2線が開通した。当初1日16往復の列車が設定された。しかし、駅が観光地や市街地から距離があったり、バスよりも運賃が高かったことから利用客が伸び悩み、8往復にまで減便された。このため、2011年7月1日から北京市と鉄道部が、運賃の大幅引き下げと16往復への増便といった「公交化」をしたところ、改善して1週間の時点では、利用者は大幅に増加したと報道された。しかし、2012年2月24日から平日8往復、休日12往復に減便された。
京張都市間鉄道の工事に合わせて2016年11月1日より北京北駅と清河駅、昌平駅が休止、清華園駅が廃止され、双沙線の黄土店駅発着に変更された。なお、本数は1日6往復である。

## 沿革
- 2002年：北京市軌道交通線網計画にて計画される。
- 2008年4月：北京北駅などのリニューアル工事を開始。
- 2008年8月6日：開通。
- 2011年7月1日：列車種別をS列車に変更し、運賃を距離制から、1駅間5元、他を6元均一に変更。北京市政交通カードが利用可能になる。
- 2016年11月1日：京張都市間鉄道の建設工事に伴い北京北駅、清河駅、昌平駅が長期休止、双沙線の黄土店駅に始発駅変更。

## 使用車両
- NDJ3型ディーゼル和諧長城号 - 8両編成（機関車2両、客車6両）
  - 南車戚墅堰機車と南京浦鎮車輛廠が製作。
  - 車内は、一等車（軟座車）と二等車（硬座車）に分かれているが、運賃引き下げの際これらの区分を廃止したため、座席設備はそのままに同一運賃で利用が可能。

## 駅一覧
| 駅名     | 簡体字中国語駅名 | 英語駅名    | 駅間 営業 距離 (km) | 累計 営業 距離 (km) | 接続路線                                | 所在地 | 所在地 |
| -------- | ---------------- | ----------- | ------------------- | ------------------- | --------------------------------------- | ------ | ------ |
| 黄土店駅 | 黄土店站         | Huangtudian |                     |                     | 中国国鉄双沙線 北京市郊外鉄道懐柔密雲線 | 北京市 | 昌平区 |
| 南口駅   | 南口站           | Nankou      |                     |                     | 中国国鉄京包線                          | 北京市 | 昌平区 |
| 八達嶺駅 | 八达岭站         | Badaling    |                     |                     |                                         | 北京市 | 延慶区 |
| 延慶駅   | 延庆站           | Yanqing     |                     |                     |                                         | 北京市 | 延慶区 |